# Schima wallichii
Schima wallichii är en tvåhjärtbladig växtart. Schima wallichii ingår i släktet Schima och familjen Theaceae.

## Underarter
Arten delas in i följande underarter:
- S. w. pulgarensis
- S. w. wallichii
- S. w. khasiana
- S. w. paracrenata

## Bildgalleri

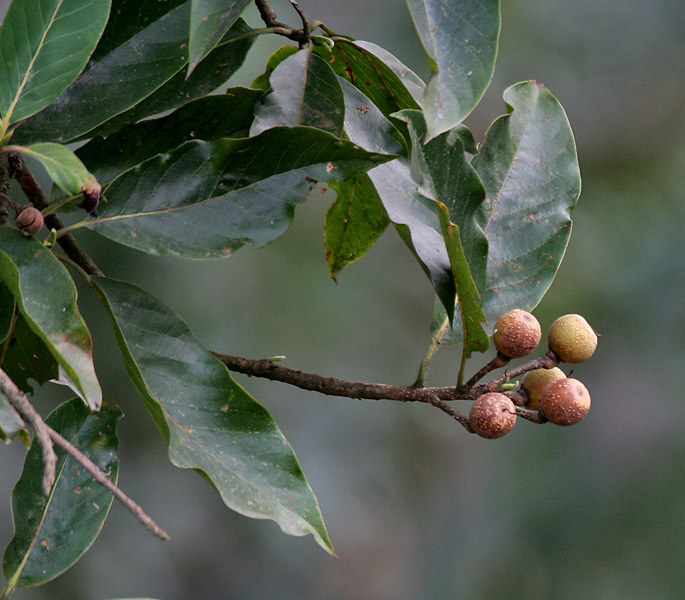
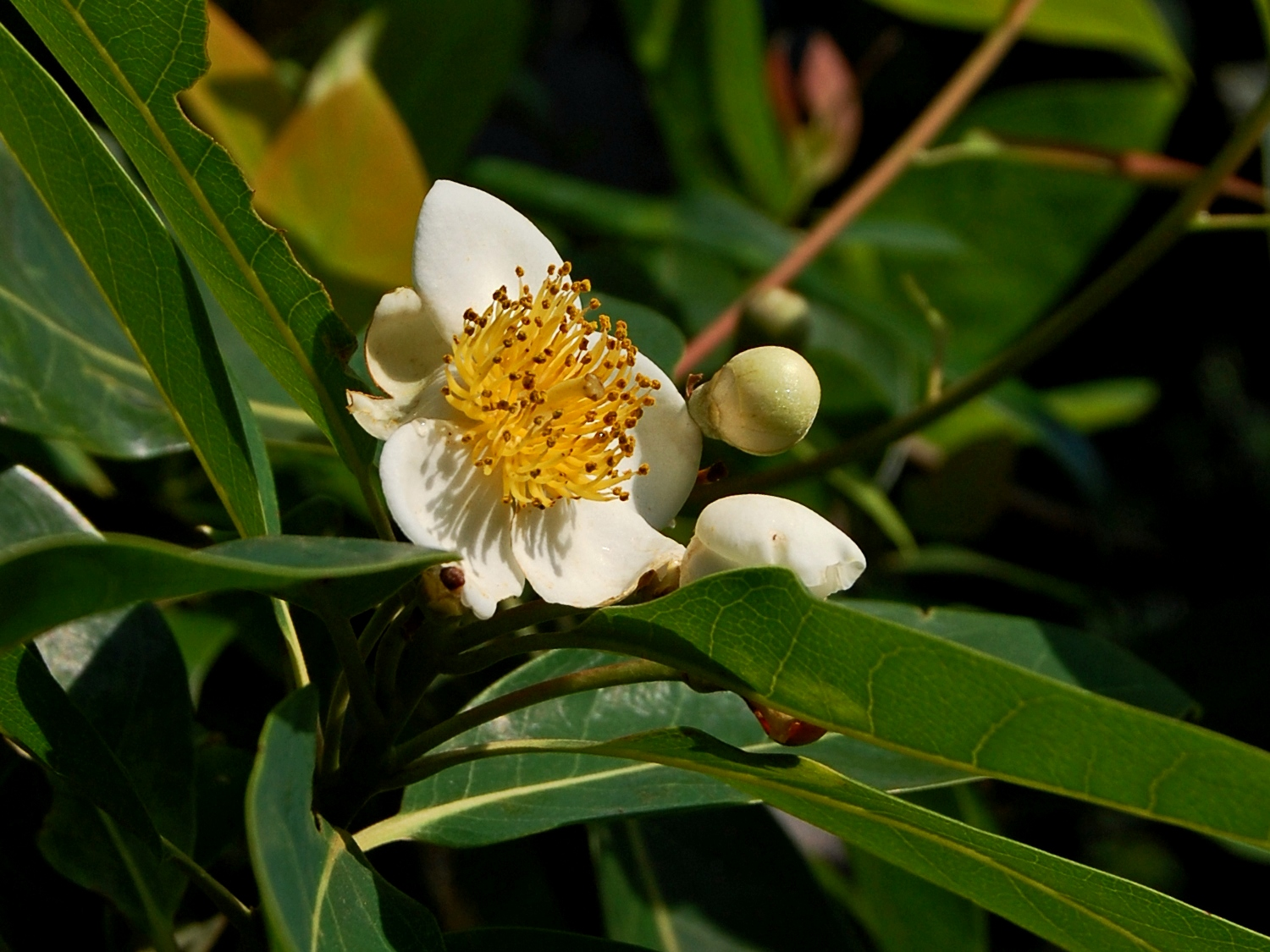
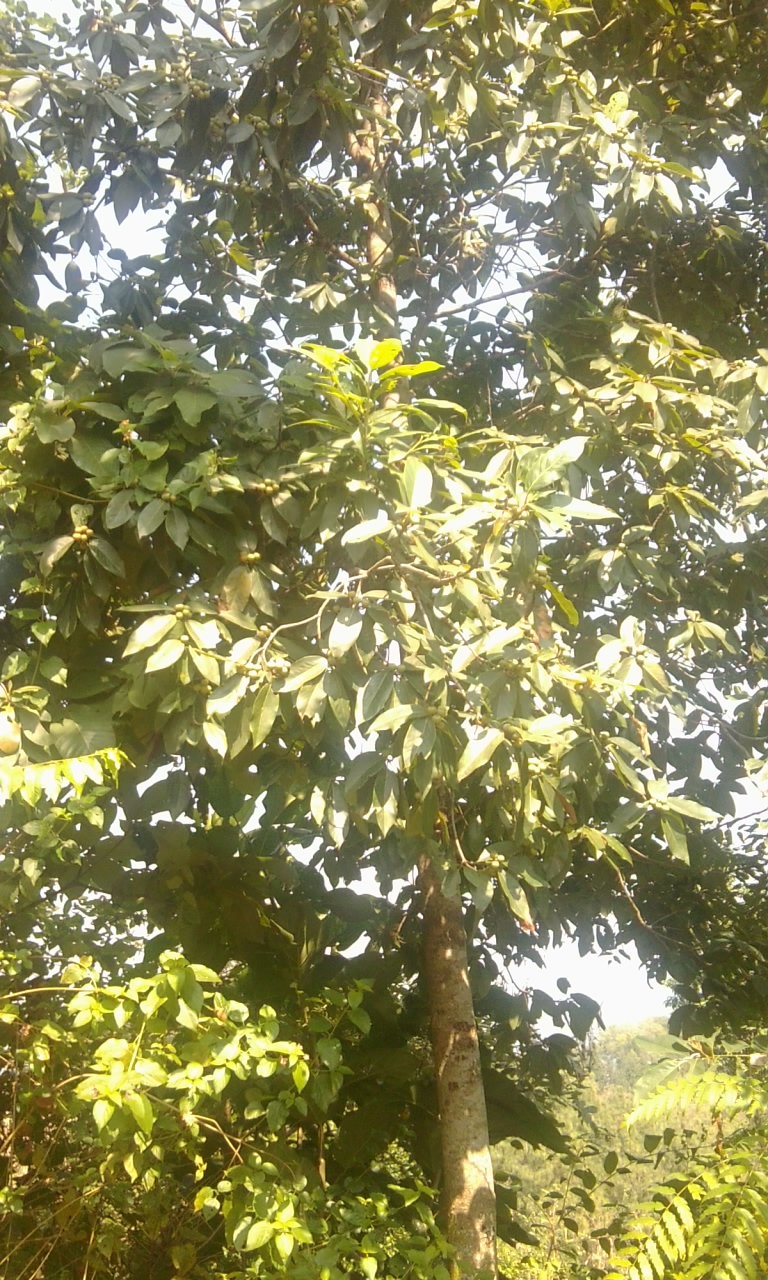
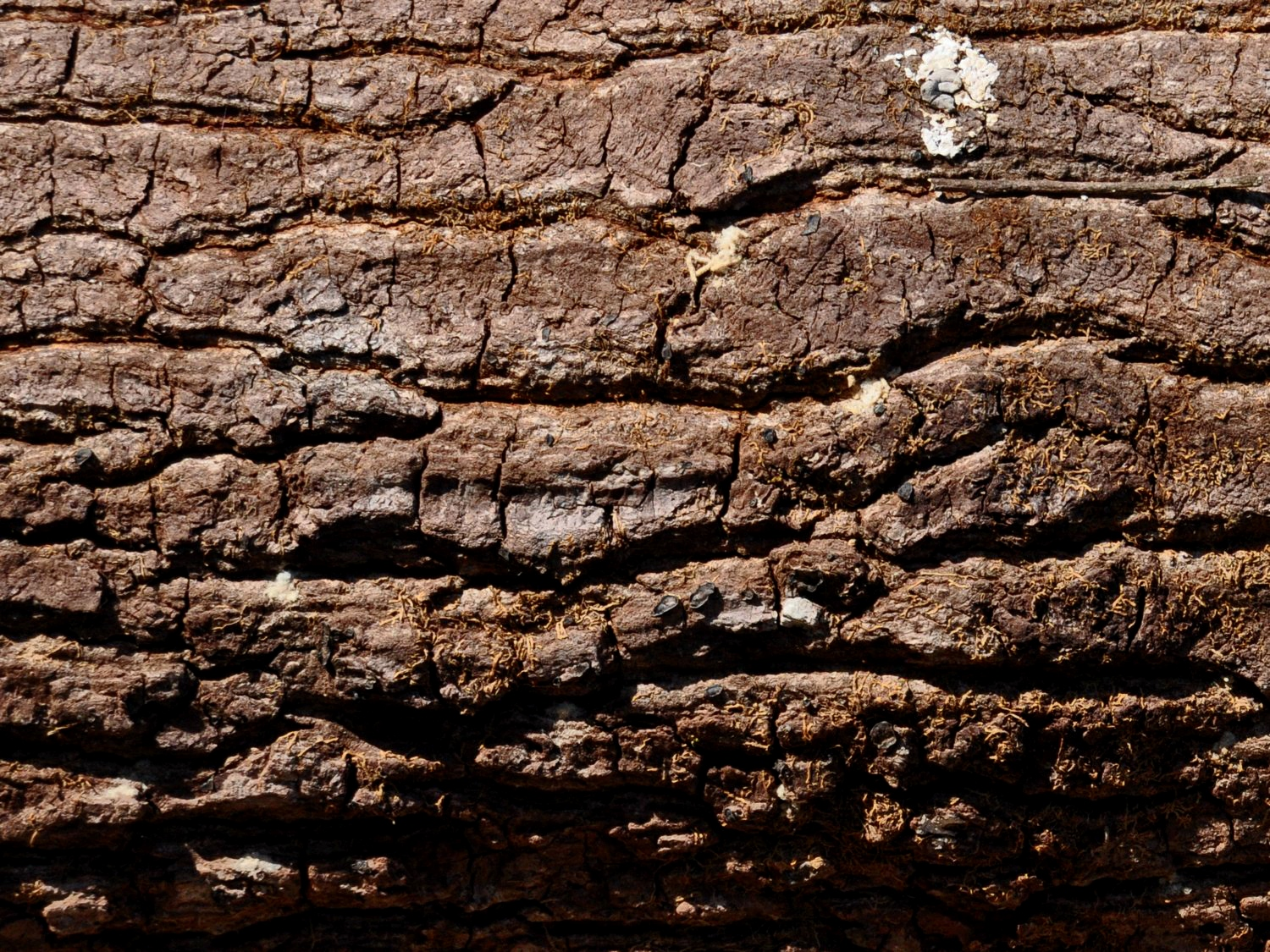
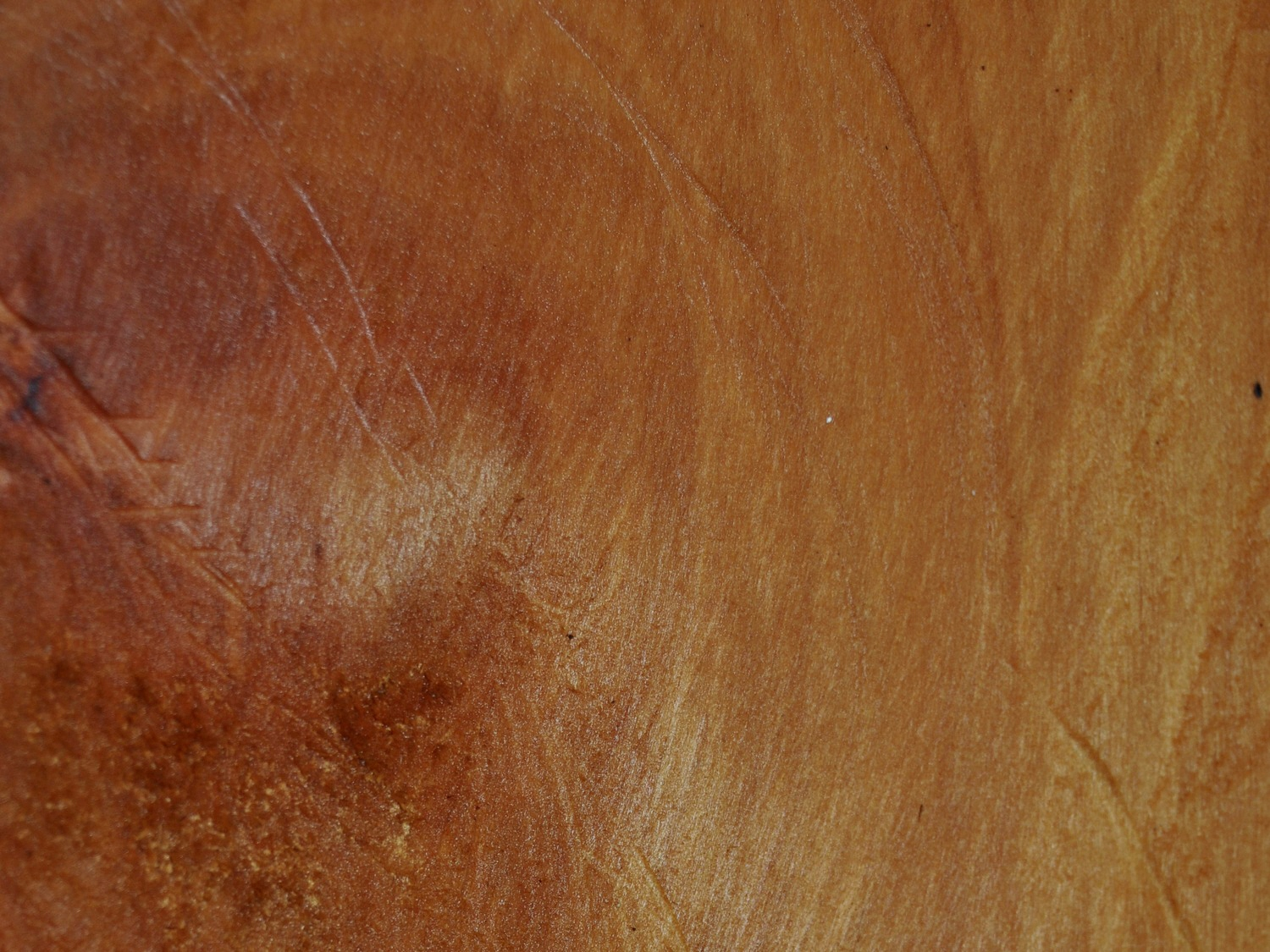
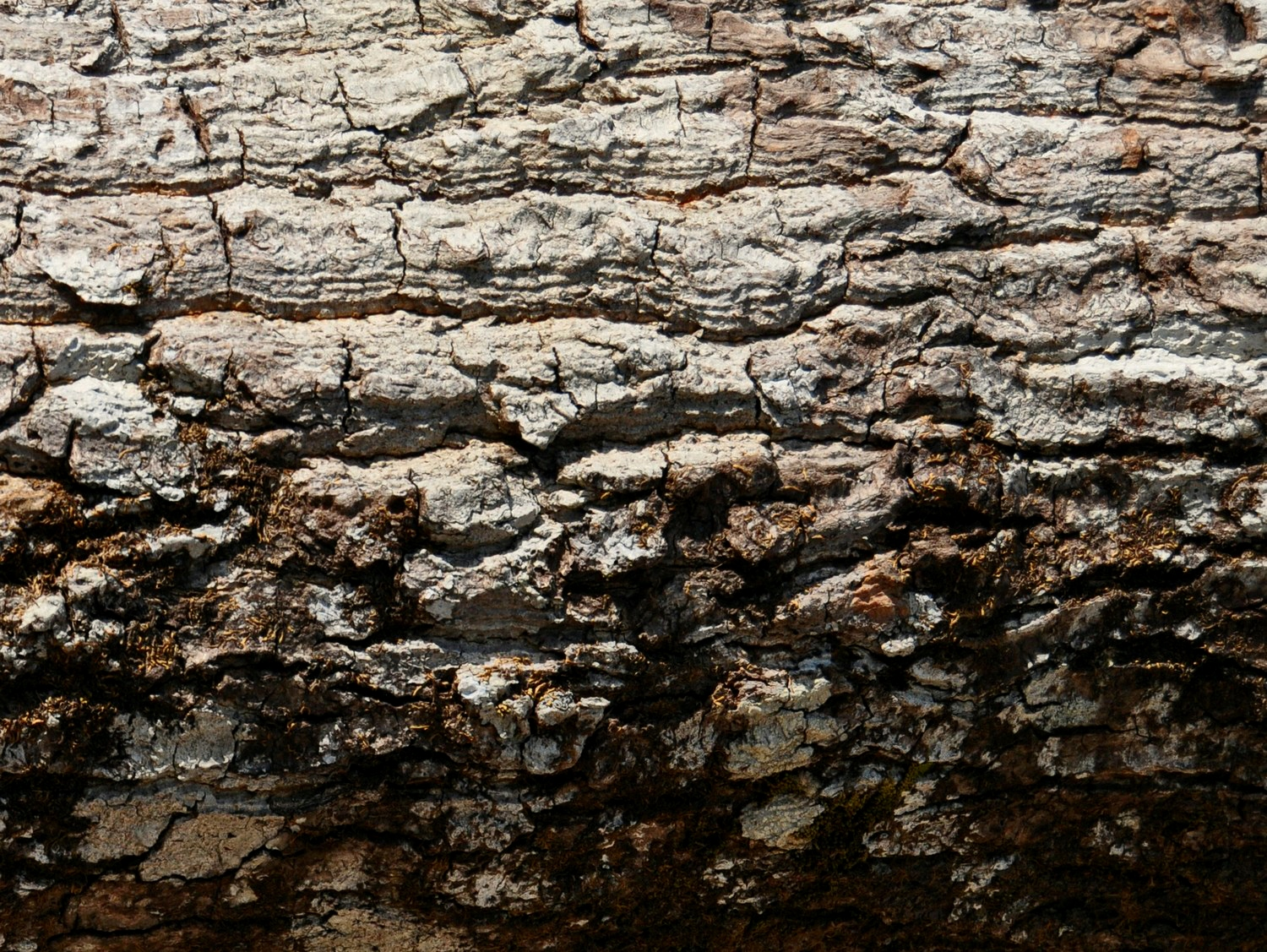